# Río Ucieza
El río Ucieza es un río de la cuenca del río Duero que nace en el término municipal de Saldaña, cerca de Villasur, en las estribaciones meridionales de la cordillera Cantábrica. Su caudal es escaso en verano, alcanzando los máximos en otoño e invierno. El río recibe tempranamente, en las cercanías de Vega de Doña Olimpa, las aguas del arroyo de la Laguna.
Antiguamente, en este río se pescaban barbos.

## Afluentes
- Arroyo de la Laguna
- Arroyo de la Pascualiza (o Río Valbuena)
- Río Valdecuriada
- Arroyo de la Cárcava
- Arroyo Valdepinilla

## Localidades que atraviesa
- Villasur
- Membrillar
- Renedo del Monte
- Villanueva del Monte
- Vega de Doña Olimpa
- Villota del Duque
- Gozón de Ucieza
- Bahillo
- Miñanes,
- Robladillo de Ucieza,
- Villasabariego de Ucieza,
- San Mamés de Campos
- Villalcázar de Sirga
- Villarmentero de Campos
- Villovieco
- Revenga de Campos
- Población de Campos
- Frómista
- Piña de Campos
- Amusco
- Monzón de Campos, desembocadura en el Carrión.

- Datos: Q6115808
- Multimedia: Ucieza River / Q6115808